# Aegiphila ulei
Aegiphila ulei là một loài thực vật có hoa trong họ Hoa môi. Loài này được (Hayek) B.Walln. mô tả khoa học đầu tiên năm 1996.